# 衛生紙詩刊
衛生紙詩刊，又稱衛生紙詩刊+、衛生紙+，臺灣當代現代詩詩刊。2008年由詩人鴻鴻創立與主編，第12期起刪去「詩刊」二字，2016年停刊，共計八年33期。